# Хороший парень (пісня)
Хороший Парень — пісня Тіни Кароль, випущена 9 квітня 2021 року. Композиція записана в співавторстві з Аркадієм Александровим і є другим синглом з альбому «Красиво». У вересні 2022 року, співачка представила англомовну версію трека.

## Опис
Новий сингл, як і новий альбом, став експериментом для української співачки. У них вона розкрила себе в новому жанрі електронної музики.

## Відеокліп
Режисером кліпу виступив ізраїльтянин Indy Hait

Кліп Хороший парень став досить сміливим експериментом, в якому Тіна Кароль постає в образі хлопця, за сюжетом відео — грабіжника біткойнів. Сама ж співачка ховається під спортивним костюмом і шапкою із прорізами для очей і рота, і танцює хіп-хоп.
«Дівчата завжди вибирають хороших хлопців, а люблять поганих», — прокоментувала сюжет кліпу Тіна Кароль.

## AR версія
Тіна Кароль також представила AR версію нового відео — тривимірне виконання треку в доповненій реальності і запустила челендж для TikTok! Досить завантажити програму TinaKarol в App Store або Google Play і віртуальний перформанс з'явиться в смартфоні.
Завдяки цьому користувачі можуть зняти свій варіант кліпу «Хороший парень», створювати унікальний фото- і відеоконтент «разом» зі співачкою. У програмі можна змінювати ефекти, масштаб і кольори.
Застосунок TinaKarol був розроблений українською технологічною VR / AR компанією Sensorama Lab. Розробка зайняла пів року, креативним продюсером виступила сама співачка.

## Live виконання
2021 р. — Красиво (live session 2021)
2021 р. — Atlas Weekend

## Список композицій
| Цифрове завантаження, стримінг | Цифрове завантаження, стримінг | Цифрове завантаження, стримінг   | Цифрове завантаження, стримінг   | Цифрове завантаження, стримінг |
| #                              | Назва                          | Автор слів                       | Автор музики                     | Тривалість                     |
| ------------------------------ | ------------------------------ | -------------------------------- | -------------------------------- | ------------------------------ |
| 1.                             | «Хороший Парень»               | Тіна Кароль, Аркадій Александров | Тіна Кароль, Аркадій Александров | 3:07                           |